# Jugend Rettet
Jugend Rettet è un'organizzazione non governativa berlinese, con compito di soccorrere persone in difficoltà nel Mar Mediterraneo. Le loro operazioni di salvataggio sono svolte tramite la nave Iuventa, che è stata sequestrata dalla procura della Repubblica Italiana nell'agosto del 2017 con l'accusa di favoreggiamento dell'immigrazione clandestina. La nave è gestita dalla medesima organizzazione.

## Istituzione
La squadra nel 2015 era composta da Jakob Schoen e Lena Waldhoff. Attualmente altri componenti della squadra sono Sahra Fischer, Alexander Hof, Matthias Schnippe, Pauline Schmidt, Titus Molkenbur e Johanna Bauernschmitt.  L'organizzazione è registrata al tribunale distrettuale di Berlino con il numero d'iscrizione VR 34604 B.
Gli scopi dell'organizzazione sono prefissati come segue:
- promuovere aiuti per i rifugiati
- aiutare nel salvataggio da un pericolo mortale
- promuovere la cooperazione internazionale, la comprensione e la tolleranza interculturale
- promuovere l'impegno civico per finalità no-profit e di carità
[18]

## Attività
L'organizzazione si divide in tre aree di attività. La principale consiste nel salvataggio in mare delle persone in difficoltà tramite la nave Iuventa. Questa nave di 33 metri di lunghezza è stata originariamente progettata per lavorare nel Mare del Nord resistendo a condizioni impervie. Nel 2016 è stata acquisita e riprogettata appositamente per il salvataggio in mare. Il nome deriva da Iuventas, divinità romana di gioventù e coraggio. In secondo luogo, l'organizzazione cerca di sensibilizzare su questi temi per via politica e tramite le pubbliche relazioni. Infine, gestisce il "Botschafter_innen-Netzwerk", una piattaforma di discussione per giovani in materia di asilo politico.

## Critica e reazioni
Un procuratore italiano ha accusato Jugend Rettet di collaborare con gli scafisti. Nel corso di un'audizione davanti al Parlamento Italiano il 10 maggio 2017 l'organizzazione ha negato ogni accusa.
Fabrice Leggeri dell'agenzia europea Frontex ha criticato l'operato delle organizzazioni non governative al largo delle coste della Libia e la mancata cooperazione di queste con le autorità statali competenti. Anche in questo caso Jugend Rettet ha respinto le accuse
Nell'agosto 2017 Jugend Rettet si rifiuta di firmare il codice di condotta per le organizzazioni non governative operanti in mare stilato dal governo italiano.

## Sequestro della Iuventa
Il 2 agosto 2017, il procuratore di Trapani dispone il sequestro della Iuventa: l'accusa è di traffico di esseri umani. Il sequestro è stato preceduto da un'indagine della durata di un anno. La polizia italiana pubblicherà materiale video e audio che documentano la collaborazione con gli scafisti e violazioni del diritto del mare, tra cui è possibile vedere tre imbarcazioni restituite ai trafficanti nella giornata del 26 giugno e un dialogo con i trafficanti che poi si sono allontanati a bordo della propria imbarcazione rivolgendo un gesto di saluto verso la nave. Jugend Rettet ha respinto ogni accusa. Il 23 aprile 2018 la Cassazione ha confermato il sequestro. La comandante della nave Pia Klemp è indagata e rischierebbe fino a 20 anni di carcere.